# ديفيد كورنيل (صحفي)
ديفيد كورنيل (بالإنجليزية: David Corn)‏ (و. 1959  م) هو صحفي، وروائي أمريكي، ولد في نيويورك.

## التعليم
تعلم في جامعة براون
.

## جوائز
حصل على جوائز منها:

جائزة جورج بولك ‏ (2012)

## وصلات خارجية
- ديفيد كورنيل على موقع IMDb (الإنجليزية)
- ديفيد كورنيل على موقع إن إن دي بي (الإنجليزية)
- ديفيد كورنيل على موقع قاعدة بيانات الفيلم (الإنجليزية)

- ديفيد كورنيل في قاعدة بيانات الأفلام على الإنترنت